# Halowe Mistrzostwa Europy w Lekkoatletyce 1980 – bieg na 1500 m mężczyzn
Bieg na 1500 metrów mężczyzn – jedna z konkurencji biegowych rozgrywanych podczas halowych lekkoatletycznych mistrzostw Europy w hali Glaspalast w Sindelfingen. Eliminacje zostały rozegrane 1 marca, a bieg finałowy 2 marca 1980. Zwyciężył reprezentant Republiki Federalnej Niemiec Thomas Wessinghage, który był już mistrzem w tej konkurencji w 1975. Wessinghage ustanowił w finale nieoficjalny halowy rekord Europy czasem 3:37,54. Tytułu zdobytego na poprzednich mistrzostwach nie bronił Eamonn Coghlan z Irlandii.

## Rezultaty

### Eliminacje
Rozegrano 2 biegi eliminacyjne, do których przystąpiło 17 biegaczy. Awans do finału dawało zajęcie jednego z pierwszych trzech miejsc w swoim biegu (Q). Skład finału uzupełniło dwóch zawodników z najlepszym czasem wśród przegranych (q).
Opracowano na podstawie materiału źródłowego.
Bieg 1
| Miejsce | Zawodnik             | Czas   | Uwagi |
| ------- | -------------------- | ------ | ----- |
| 1       | José Manuel Abascal  | 3:40,5 | Q     |
| 2       | Uwe Becker           | 3:40,6 | Q     |
| 3       | Władimir Małoziemlin | 3:40,7 | Q     |
| 4       | Carlos Cabral        | 3:40,8 | q     |
| 5       | Gérard Pajot         | 3:44,2 |       |
| 6       | Federico Leporati    | 3:44,4 |       |
| 7       | Joost Borm           | 3:44,9 |       |
| 8       | Jón Didriksson       | 3:45,6 | NR    |
| 9       | Paul Williams        | 3:46,4 |       |

Bieg 2
| Miejsce | Zawodnik           | Czas   | Uwagi |
| ------- | ------------------ | ------ | ----- |
| 1       | Thomas Wessinghage | 3:42,0 | Q     |
| 2       | Pierre Délèze      | 3:42,0 | Q     |
| 3       | Ray Flynn          | 3:42,8 | Q     |
| 4       | Malcolm Edwards    | 3:43,1 | q     |
| 5       | Didier Bégouin     | 3:43,9 |       |
| 6       | Eberhard Helm      | 3:44,0 |       |
| 7       | Claudio Patrignani | 3:46,2 |       |
| 8       | Marc Nevens        | 3:47,7 |       |

### Finał
Opracowano na podstawie materiału źródłowego.
| Miejsce | Zawodnik             | Czas    | Uwagi |
| ------- | -------------------- | ------- | ----- |
| 1       | Thomas Wessinghage   | 3:37,54 | AR    |
| 2       | Ray Flynn            | 3:38,5  |       |
| 3       | Pierre Délèze        | 3:38,9  |       |
| 4       | Uwe Becker           | 3:39,8  |       |
| 5       | Carlos Cabral        | 3:39,9  |       |
| 6       | Malcolm Edwards      | 3:43,0  |       |
| 7       | Władimir Małoziemlin | 3:44,5  |       |
| 8       | José Manuel Abascal  | 3:45,3  |       |